# Ingeniería técnica forestal
La Ingeniería Técnica Forestal es una profesión enmarcada dentro del ámbito de la ingeniería medioambiental, cuyas competencias en España se encuentran recogidas en la legislación siguiente:
- Ley 12/1986 de 1 de abril, por la que se regulan las atribuciones profesionales de los Arquitectos Técnicos e Ingenieros Técnicos (modificada por la Ley 33/1992).
- Decreto 2095/1971, de 13 de agosto, por el que se regulan las facultades y competencias profesionales de los Ingenieros Técnicos de Especialidades Forestales (modificado por el Real Decreto 2220/1982).

A diferencia de los ingenieros superiores, con los que se complementan, los Ingenieros Técnicos Forestales desempeñan sus funciones de gestión operativa mayormente en el campo o a pie de obra, correspondiéndoles las siguientes atribuciones:
- La redacción y firma de proyectos que tengan por objeto la construcción, reforma, reparación, conservación, demolición, fabricación, instalación, montaje o explotación de bienes muebles o inmuebles, en sus respectivos casos, tanto con carácter principal como accesorio, siempre que queden comprendidos por su naturaleza y características en la técnica propia de cada titulación.
- La dirección de las actividades objeto de los proyectos a que se refiere el apartado anterior, incluso cuando los proyectos hubieren sido elaborados por un tercero.
- La realización de mediciones, cálculos, valoraciones, tasaciones, peritaciones, estudios, informes, planos de labores y otros trabajos análogos.
- El ejercicio de la docencia en sus diversos grados en los casos y términos previstos en la normativa correspondiente y, en particular, conforme a lo dispuesto en la Ley Orgánica 11/1983, de 25 de agosto, de Reforma Universitaria.
- La dirección de toda clase de industrias o explotaciones y el ejercicio, en general respecto de ellas, de las actividades a que se refieren los apartados anteriores.

## Historia de la profesión
La actual profesión de Ingeniero Técnico Forestal es continuidad de la antaño conocida como perito de montes, que a su vez procede de los ayudantes de montes, también llamados en su momento auxiliares facultativos de montes.
Hasta mediados del siglo XIX no existía el título de Ingeniero de Montes y, por tanto, tampoco existía el título de Ayudante de Montes, desempeñando las funciones de ambos colectivos una organización de carácter político-administrativo denominada Comisarios y Delegados de Montes. En 1862 se creó el título de ayudante de montes, cuyas funciones se determinaron mediante el Reglamento de 28 de agosto de 1869. En 1903 se creó el Cuerpo Auxiliar de Facultativos de Montes, cuya regulación se dictó dos años más tarde, convocándose además la primera oposición. En 1957, mediante la Ley de Ordenación de Enseñanzas Técnicas, de 20 de  julio, se creó el título universitario de perito de montes.
Ya entrado el siglo XX, con la Ley de Reorganización de Enseñanzas Técnicas, de 29 de abril de 1964, apareció la denominación de Ingeniero Técnico Forestal, que perdura en la actualidad, y cuyas especialidades se establecieron a través del Decreto 148/1969, de 13 de febrero, de Enseñanzas Técnicas. En 1970 la Ley General de Educación, de 4 de agosto, estipuló en tres años académicos la duración de los estudios conducentes a dicha titulación. Y en 1995, mediante el Real Decreto 50/1995, de 20 de enero, sobre Títulos Académicos Universitarios, se modificaron las denominaciones de los títulos y sus especialidades, quedando de la siguiente manera:
- Ingeniero técnico Forestal, especialidad en Explotaciones Forestales.
- Ingeniero técnico Forestal, especialidad en Industrias Forestales.

Con el inicio del siglo XXI y desde la entrada en vigor del Espacio Europeo de Educación Superior, para acceder a la profesión de Ingeniero Técnico Forestal es preciso cursar un Grado habilitante de 240 ECTS de duración, repartidos habitualmente en cuatro cursos académicos, y que cumpla con lo estipulado en la Orden CIN/324/2009, de 9 de febrero, por la que se establecen los títulos universitarios oficiales que habilitan para el ejercicio de Ingeniero Técnico Forestal.

## Correspondencias MECES y EQF
Según el artículo 27.2 del Real Decreto 967/2014, de 21 de noviembre, y de conformidad con los Acuerdos de Consejo de Ministros de 09-10-2015 y de 25-09-2015, publicados por las Resoluciones de 20-10-2015 y de 01-10-2015, respectivamente, de la Dirección General de Política Universitaria; a las dos especialidades arriba mencionadas les corresponden el Nivel 2 (Grado) del Marco Español de Cualificaciones para la Educación Superior (MECES) y el Nivel 6 del Marco Europeo de Cualificaciones (EQF).

## Áreas y actividades profesionales

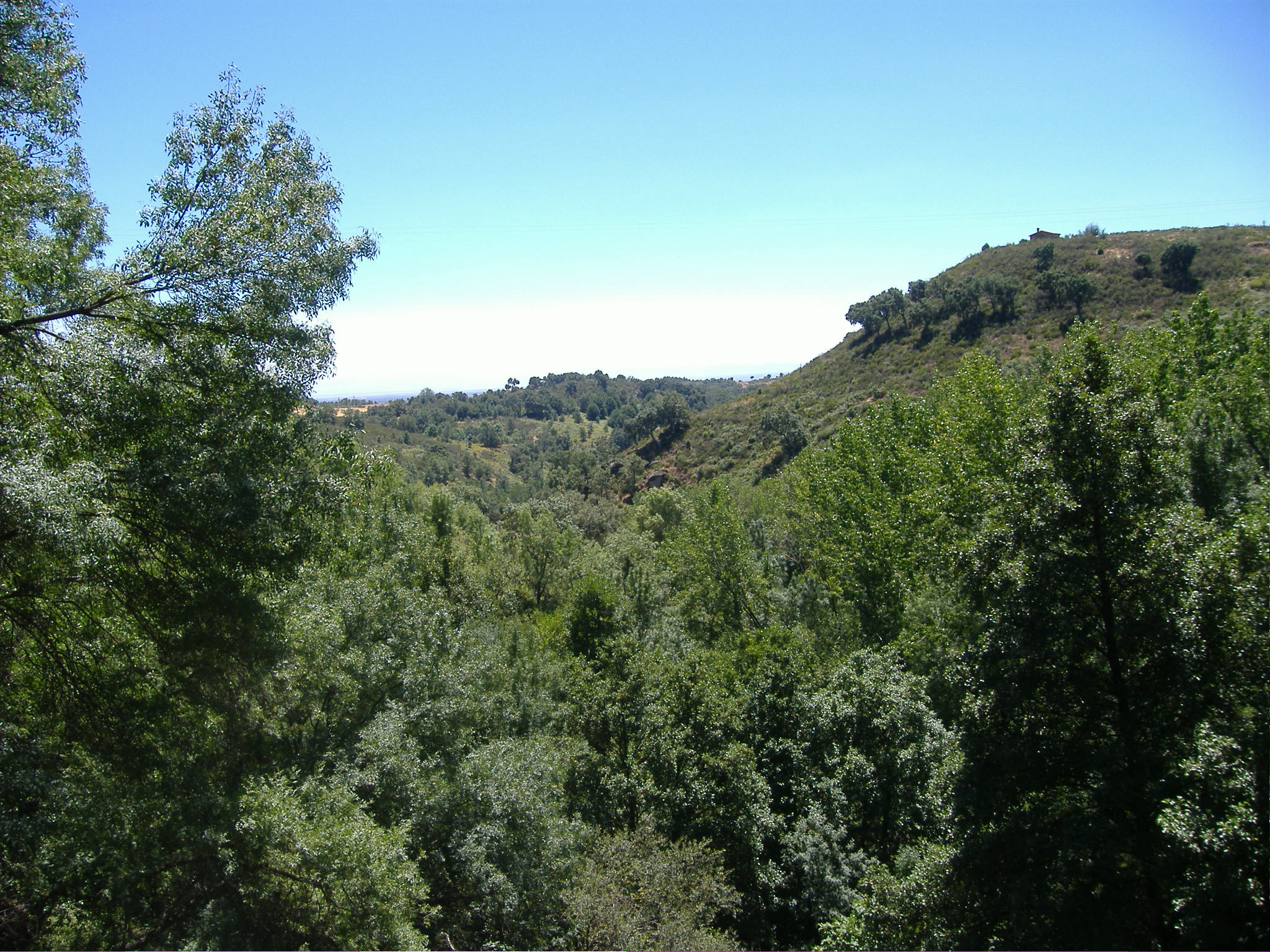
La Vera

Entre los trabajos que realizan los ingenieros técnicos forestales se cuentan:
- Proyectos y planes
- Estudios e informes
- Direcciones de obra y de ejecución
- Estudios de viabilidad de inversiones
- Ordenación del territorio y medio ambiente
- Valoraciones, peritaciones y tasaciones
- Mediciones y levantamientos topográficos

### Ordenación del territorio y protección del Medio Ambiente
- Ordenación de montes arbolados y dehesas
- Ordenación y Planificación del Territorio
- Repoblaciones forestales
- Gestión de zonas verdes y espacios naturales
- Estudios de fauna y flora
- Estudios de impacto ambiental y estudios sectoriales
- Inventarios y estudios dasonómicos
- Fijación de CO2
- Prevención de incendios forestales
- Enfermedades y plagas forestales
- Planes de restauración hidrológica
- Estudios de erosión de suelos
- Humedales
- Parques y jardines
- Áreas recreativas
- Planes de desarrollo sostenible de espacios rurales
- Certificación forestal
- Gestión catastral
- Fijación de suelo y dunas
- Caminos y vías forestales

### Caza y pesca fluvial
- Proyectos de ordenación cinegética
- Estudios para la introducción de especies cinegéticas
- Creación y gestión de terrenos en régimen cinegético especial
- Estudios y censos cingéticos en régimen cinegético especial
- Estudios y censos piscícolas y cinegéticos
- Estudios de ecología fluvial y calidad de las aguas
- Granjas cinegéticas

### Aprovechamientos forestales
- Planes técnicos de aprovechamientos de: leñas, maderas, resinas, corcho, micología, frutos, plantas medicinales, aromáticas, ornamentales e industriales.
- Producción y mejora de semillas y plantas de viveros
- Creación, manejo, mejora y ordenación de pastizales

### Energías renovables
Redacción, dirección, ejecución, control e informes de:
- Proyectos de instalaciones energéticas en entorno rural
- Proyectos de aprovechamiento energético de biomasa
- Proyectos de aprovechamiento de corrientes aéreas y otras fuentes de energía
- Certificación de Eficiencia energética de edificios.

### Seguridad y salud
- Estudios de seguridad y salud
- Planes de seguridad y salud
- Coordinación de seguridad y salud en las obras
- Estudios de riesgos naturales e industriales y sus consecuencias para el medio natural

### Valoración y topografía
- Tasaciones de seguros agrarios y forestales.
- Valoración y tasaciones de fincas rústicas, construcciones e industrias forestales.
- Partición y segregaciones de fincas.
- Movimientos de tierra y volumetrías.
- Medición de fincas, levantamientos topográficos.
- Replanteos.
- Valoración de cultivos forestales, agrícolas, ornamentales y daños a los mismos.
- Valoración pascícola, ganado y explotaciones cinegéticas.

### Industrias forestales y papeleras
- Industrias de primera transformación: chapas, aserraderos,  tableros, pastas celulósicas, trituración o astillado.
- Industrias de segunda transformación: muebles, carpintería,  embalajes,  tonelería, papel, cartón...
- Corcho: aglomerados e industria taponera.
- Resina: trementina, colofonia, aguarrás...
- Plantas aromáticas y ornamentales
- Hongos y frutos forestales
- Industria xiloenergética: residuos de maderas, leñas, astillas...
- Organización industrial: gestión y control de calidad, estudios productivos y económicos, proceso de datos, investigación operativa, estudio de tiempos, control de proyectos.
- Desarrollo industrial
- Parques de maquinaria forestal
- Mecánica y electrónica industrial

### Construcciones
- Proyectos de instalaciones y construcciones rurales
- Naves forestales
- Cerramientos y obras de paso
- Diseño y construcción de muros
- Aserraderos y otras industrias forestales
- Secaderos invernales
- Invernaderos
- Obras hidráulicas como diques, escalas, azudes y canales
- Piscifactorías
- Balsas, aljibes y depósitos
- Viveros forestales y ornamentales
- Silos y almacenes
- Movimientos de tierra y maquinarias
- Instalaciones recreativas al aire libre
- Proyecto y construcción de vías en entorno rural y forestal.

### Trabajos de dirección
- Direcciones de obra
- Planificación y ordenación de explotaciones
- Dirección de empresas forestales
- Gestión de cooperativas y fincas
- Gestión de asociaciones y cooperativas
- Administrador de fincas

## Escuelas universitarias
Las titulaciones que actualmente habilitan para el ejercicio de la Ingeniería Técnica Forestal en España se imparten en las siguientes escuelas:
- Escuela Técnica Superior de Ingeniería Agronómica y de Montes. Universidad de Córdoba. Grado en Ingeniería Forestal.
- Facultad de Ciencias y Artes. Universidad Católica de Ávila. Grado en Ingeniería Forestal y del Medio Natural.
- Escuela Técnica Superior de Ingenieros Agrónomos de Albacete. Universidad de Castilla-La Mancha. Grado en Ingeniería Forestal y del Medio Natural.
- Centro Universitario de Plasencia. Universidad de Extremadura. Grado en Ingeniería Forestal y del Medio Natural.
- Escuela Técnica Superior de Ingeniería Archivado el 4 de septiembre de 2019 en Wayback Machine.. Universidad de Huelva. Grado en Ingeniería Forestal y del Medio Natural.
- Escuela Superior y Técnica de Ingeniería Agraria. Campus de Ponferrada. Universidad de León. Grado en Ingeniería Forestal y del Medio Natural.
- Escuela Técnica Superior de Ingeniería Agraria. Universidad de Lérida. Grado en Ingeniería Forestal.
- Escuela Politécnica de Mieres. Universidad de Oviedo. Grado en Ingeniería Forestal y del Medio Natural.
- Escuela Politécnica Superior de Lugo. Universidad de Santiago de Compostela. Grado en Ingeniería Forestal y del Medio Natural.
- Escuela Técnica Superior de Ingenierías Agrarias de Palencia. Universidad de Valladolid. Grado en Ingeniería Forestal y del Medio Natural.
- Escuela de Ingeniería de la Industria Forestal, Agronómica y de la Bioenergía de Soria.  Universidad de Valladolid. Grado en Ingeniería Forestal: Industrias Forestales.
- Escuela de Ingeniería Forestal. Campus de Pontevedra. Universidad de Vigo. Grado en Ingeniería Forestal.
- Escuela Técnica Superior de Ingeniería de Montes, Forestal y del Medio Natural. Universidad Politécnica de Madrid. Grado en Ingeniería Forestal.
- Escuela Técnica Superior de Ingeniería Agronómica y del Medio Natural. Universidad Politécnica de Valencia. Grado en Ingeniería Forestal y del Medio Natural.

## Colegios oficiales
Además de haber cursado un Grado habilitante, para poder ejercer su profesión en España, independientemente de la modalidad de ésta (libre ejercicio, por cuenta ajena o función pública), los Ingenieros Técnicos Forestales tienen el deber de estar inscritos en uno de los tres colegios oficiales existentes, y que son:
- Ilustre Colegio Oficial de Ingenieros Técnicos Forestales y Graduados en Ingeniería Forestal y Medio Natural
- Col·legi Oficial d'Enginyers Tècnics Agrícoles i Forestals de Catalunya
- Colexio Oficial de Enxeñeiros Técnicos Forestais de Galicia